# Комиссарчик, Моисей Абрамович
Моисей Абрамович Комисса́рчик (1909—1986) — советский военный деятель, инженер-полковник.

## Биография
Родился в 1909 году в местечке Юровичи (ныне Калинковичский район, Гомельская область, Беларусь). 
С 1931 года — на военной службе, общественной и политической работе. В 1931—1960 годы — помощник военпреда Артиллерийского управления РККА, военпреда, старший. военпреда, райинженера, начальника отделения отдела заказов и производства вооружения Главного управления вооружения гвардейских минометных частей (ГУВ ГМЧ), начальника управления заказов и производства вооружения ГУВ ГМЧ, заместитель начальника управления Главного артиллерийского управления Вооруженных Сил (ГАУ ВС), райинженер начальника ракетного вооружения при НИИ химического машиностроения, райинженер начальника ракетного вооружения при ЦКБ тяжелого машиностроения. Член ВКП(б).
Умер в Москве в 1986 году. Прах захоронен в колумбарии на Кунцевском кладбище.

## Признание
- Сталинская премия первой степени (1943) — за разработку новых типов вооружения
- ордена и медали